# Devis Xherahu
Devis Xherahu, född den 15 september 1973 i Korça i Albanien, är en albansk sångare som varit bosatt i Grekland. 
2007 debuterade Xherahu i Festivali i Këngës 46 med låten "Endacaku" med vilken han tog sig vidare till finalen. I finalen slutade han på sista plats med 0 poäng. 2011 gjorde han sin debut i Kënga Magjike 13 med låten "Akoma se besoj" med vilken han tilldelades priset för bästa ballad i tävlingens final. Året därpå deltog han i Kënga Magjike 14 med bidraget "Fallxhorja" som producerats av Dr. Flori. Han slutade på 21:a plats i tävlingen där topp 20 tog sig till final. 2013 ställde han upp i Kënga Magjike 15 med låten "Serenat malli" med vilken han tog sig vidare till tävlingens semifinal.
2012 deltog han även i Top Fest med låten "Eja".

## Diskografi

### Studioalbum
- Në errësirën e natës